# Dégradation (film)
Pour les articles homonymes, voir Dégradation.
Pour plus de détails, voir Fiche technique et Distribution.
Dégradation (titre original : The Brute Breaker) est un film muet américain réalisé par Lynn Reynolds, sorti en 1919.

## Fiche technique
- Titre : Dégradation
- Titre original : The Brute Breaker
- Réalisation : Lynn Reynolds
- Scénario : Dorothy Barrett,  Lynn Reynolds, d'après une histoire de Johnston McCulley
- Photographie : Phil Rosen
- Producteur :
- Société de production :  Universal Film Manufacturing Company
- Société de distribution :  Universal Film Manufacturing Company
- Pays de production :  États-Unis
- Langue : film muet avec les intertitres en anglais
- Métrage : 1 763 m (6 bobines)
- Format : Noir et blanc — 35 mm — 1,33:1 — Muet
- Genre : Film dramatique, Film d'aventure, Film d'action
- Durée : 60 minutes (1 h 0)
- Date de sortie : 
  - États-Unis : 20 octobre 1919

## Distribution
- Frank Mayo : Louis Graintaire
- Harry Northrup : Baptiste Navet
- Kathryn Adams : Annette Bossert
- Jack Curtis : le père d'Annette
- Burwell Hamrick : Petit Jean
- Bert Sprotte : La Blanc
- Frank Brownlee : Norres
- Charles Le Moyne : Pierre